# Scatopse thripsoides
Scatopse thripsoides är en tvåvingeart som beskrevs av Edwards 1928. Scatopse thripsoides ingår i släktet Scatopse och familjen dyngmyggor. Inga underarter finns listade i Catalogue of Life.